# Édouard van Marcke

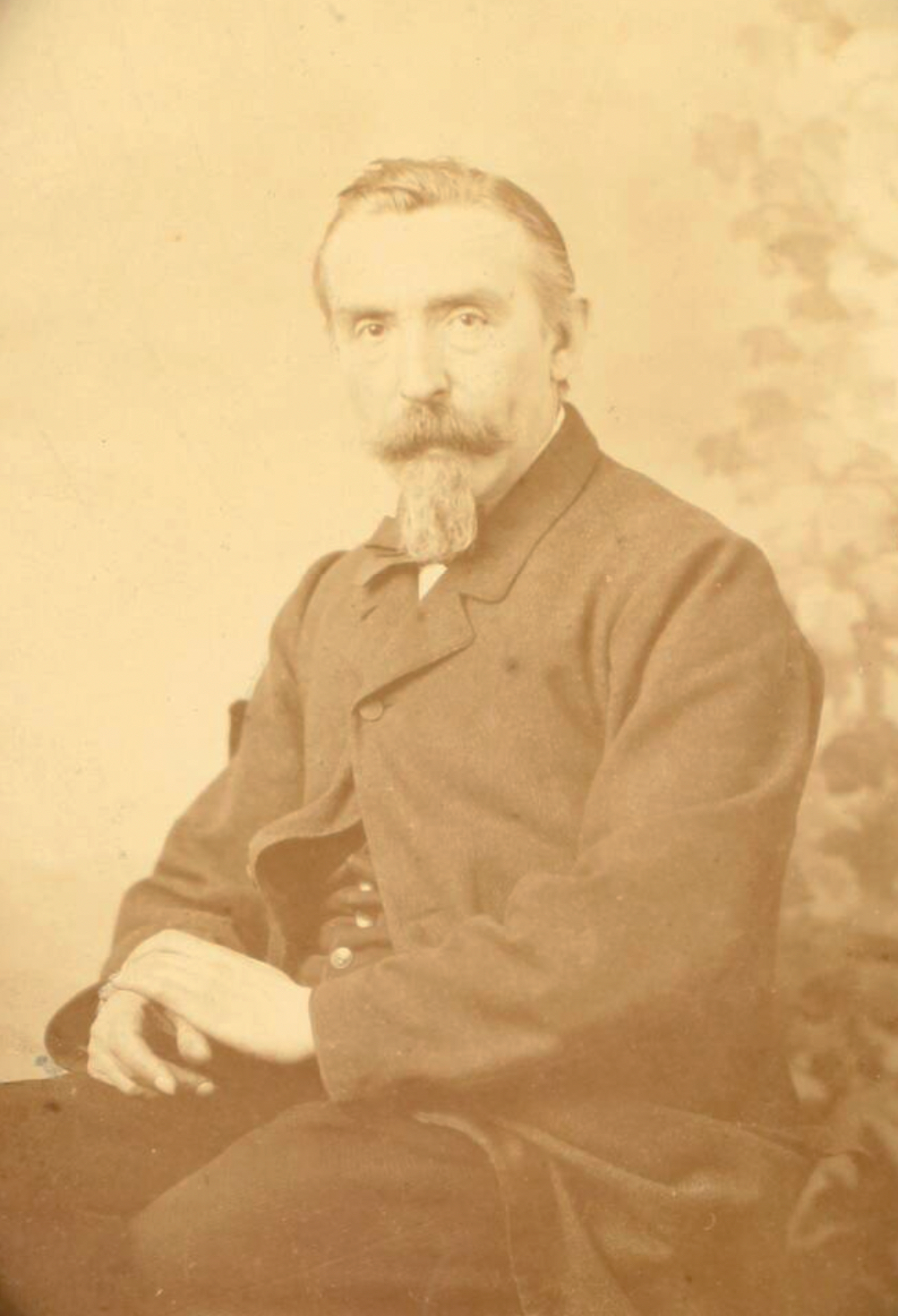
Édouard van Marcke, um 1870

Édouard Jean Charles Van Marcke de Lummen, genannt Édouard van Marcke (* 24. Mai 1815 in Lüttich; † 12. Juni 1884 ebenda), war ein belgischer Maler und Lehrer der Kunstakademie Lüttich.

## Leben
Van Marcke wurde als Sohn des Porzellanmalers Charles Emmanuel Clément van Marcke de Lummen (1773–1830) und dessen Ehefrau Anne Catherine Vandenplas (1775–1849) in Lüttich geboren. Dort betrieb der Vater eine Werkstatt für Porzellanmalerei, die nach dessen Tod die Witwe mit den Kindern weiterführte. Von seinen acht Geschwistern ergriffen sechs künstlerische Berufe.
1827 wurde Édouard zu seinem Halbbruder Jules (1797–1849) nach Paris geschickt, wo er am Stadtrand in einer Fabrik der Porzellanmanufaktur Sèvres eine Lehrzeit durchlief. Sein Bruder hatte dort die Tochter des Fabrikleiters geheiratet. Außerdem erhielt Édouard van Marcke die Möglichkeit, sich an der Pariser Kunstakademie bei den Historienmalern Paul Delaroche und Léon Cogniet zum akademischen Maler ausbilden zu lassen. In dieser Zeit freundete er sich mit Alfred, Charles und Tony Johannot sowie Achille und Eugène Devéria an, wodurch sich seine künstlerischen Fähigkeiten bedeutend erweiterten. Außerdem besuchte er die von Barthélemy Vieillevoye geleitete Académie royale des beaux-arts. Dort war er Schüler des Landschaftsmalers Gilles-François Closson (1796–1842).
1840 heiratete er in Brüssel Virginie Susanne Caroline Meskens, die 1841 den Sohn Henri Bernard Charles gebar. 1843 verstarb seine Ehefrau, 1849 sein Sohn.
In Lüttich arbeitete van Marcke ab 1837 zusammen mit seinem Bruder Joseph (1808–1885) als Dekorationsmaler. Zusammen mit dem Kirchenmaler Jules Helbig schuf er ab 1852 neogotische Gemälde für die Kirchen Heilig-Kreuz, St. Denis, St. Jakob und St. Foillan in Lüttich sowie Notre-Dame in Sint-Truiden. Mit Paul-Joseph Carpay (1822–1892) und Jean Herman (1835–1909) dekorierte er in den Jahren 1865–1867 den Lütticher Bischofspalast.

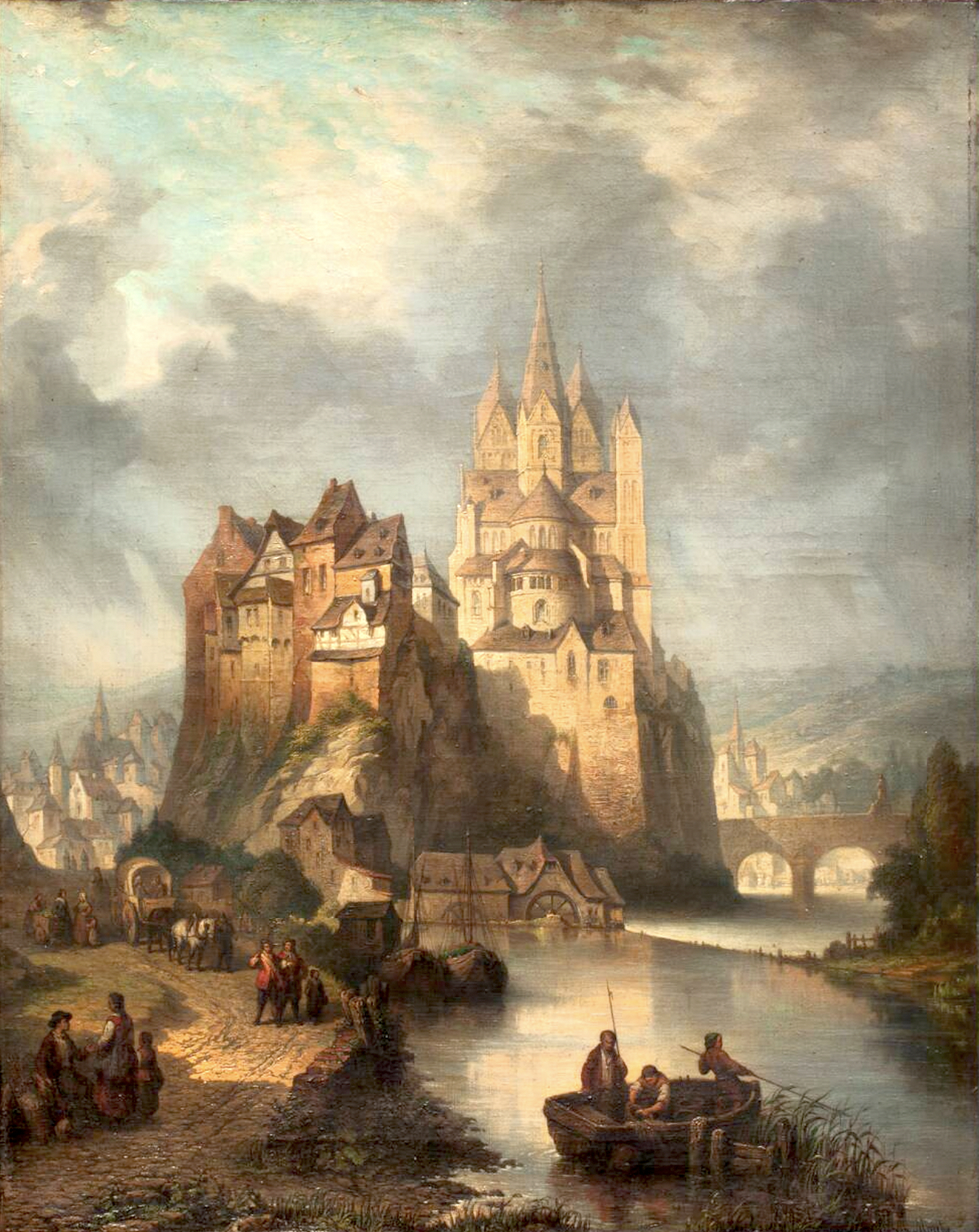
Blick auf den Limburger Dom

Zwischen 1856 und 1859 unternahm er eine Reise an Mosel und Rhein, die sich in landschaftlichen Motiven der Rheinromantik niederschlug, und durch weitere Gegenden Deutschlands bis nach Prag.
1859/1860 wurde Édouard van Marcke als Zeichenlehrer an die Kunstakademie Lüttich berufen. Ab 1863 unterrichtete er ferner am Athénée Royal de Liège, zusätzlich ab 1868 noch an einer Höheren Töchterschule Lüttichs. Vorübergehende Leitungsaufgaben an der Akademie fielen ihm ab 1880 nach der Pensionierung von August Chauvin zu. Für seine 1872 publizierte Schrift Le dessin dans les écoles primaires (‚Das Zeichnen in Grundschulen‘) erhielt er 1878 auf der Pariser Weltausstellung eine silberne Medaille.
1860 heiratete er die Malerin Marie Catherine Demany (1830–1901). Das Paar bekam zwei Töchter, darunter die spätere Malerin Léonie Mottart-van Marcke (1862–1936). Der Maler Émile van Marcke war ein Sohn seines Halbbruders Jules.